# Albania (Santander)
Albania è un comune della Colombia facente parte del dipartimento di Santander.
Il comune venne istituito il 12 luglio 1904.